# Sportfreunde Lüdenscheid
Sportfreunde Lüdenscheid (offiziell: Sportfreunde 08 Lüdenscheid e. V.) war ein Sportverein aus Lüdenscheid im Märkischen Kreis. Die erste Fußballmannschaft spielte vier Jahre in der höchsten westfälischen Amateurliga.

## Geschichte
Der Verein wurde am 17. Oktober 1908 als Lüdenscheider Fußball-Klub 08 gegründet. Dieser fusionierte am 12. Dezember 1918 mit dem FC Preußen Lüdenscheid und dem Spielverein Lüdenscheid zum VfB Lüdenscheid. Der Spielverein wiederum entstand im Jahre 1910 durch die Fusion der Vereine Viktoria Lüdenscheid und Hohenzollern Lüdenscheid. Am 31. Juli 1919 schloss sich der VfB dem Lüdenscheider Turnverein von 1861 an, bevor die Fußballabteilung am 17. Februar 1924 als Sportfreunde 08 eigenständig wurde.
Vor dem Zweiten Weltkrieg verpassten die Sportfreunde in den Jahren 1932 und 1933 aufgrund von Ligareformen den Aufstieg in die höchste Spielklasse. Nach Kriegsende spielten die Sportfreunde zunächst in der Bezirksklasse und schafften im Jahre 1951 den Aufstieg in die 2. Landesliga Westfalen. Diese wurde ein Jahr später aufgelöst und die Sportfreunde rückten in die Landesliga auf, die seinerzeit die höchste westfälische Amateurliga war. Dort kämpfte die Mannschaft zunächst gegen den Abstieg, bevor die Lüdenscheider in der Saison 1954/55 den dritten Platz erreichten. Ein Jahr später verpassten die Sportfreunde als Vorletzter die Qualifikation für die neu geschaffene Verbandsliga Westfalen.
Da der Abstieg aus der Landesliga in jener Saison ausgesetzt war blieben die Sportfreunde in der Landesliga. Dort wurden die Lüdenscheider 1962 Vizemeister hinter dem TuS Iserlohn und ein Jahr später hinter dem RSV Meinerzhagen. Im Saisonverlauf wurde der SV Fretter mit 10:1 und der SV Hüsten 09 mit 10:2 geschlagen. 1971 schaffte die Mannschaft den Klassenerhalt erst nach Entscheidungsspielen gegen den VfB 07 Weidenau und dem TuS Eiringhausen, bevor der Verein mit dem RSV Höh zu Rot-Weiß Lüdenscheid fusionierte.